# Oblężenie Pirny
Oblężenie Pirny – pierwsza poważna operacja w toku trzeciej wojny śląskiej, będącej europejską częścią wojny siedmioletniej, przeprowadzona w dniach 1 września – 13 października 1756 roku. Zapoczątkowała rozwinięcie działań wojny siedmioletniej, przebiegającej później już bez udziału Saksonii, ale częstokroć na jej terytorium.

## Wprowadzenie

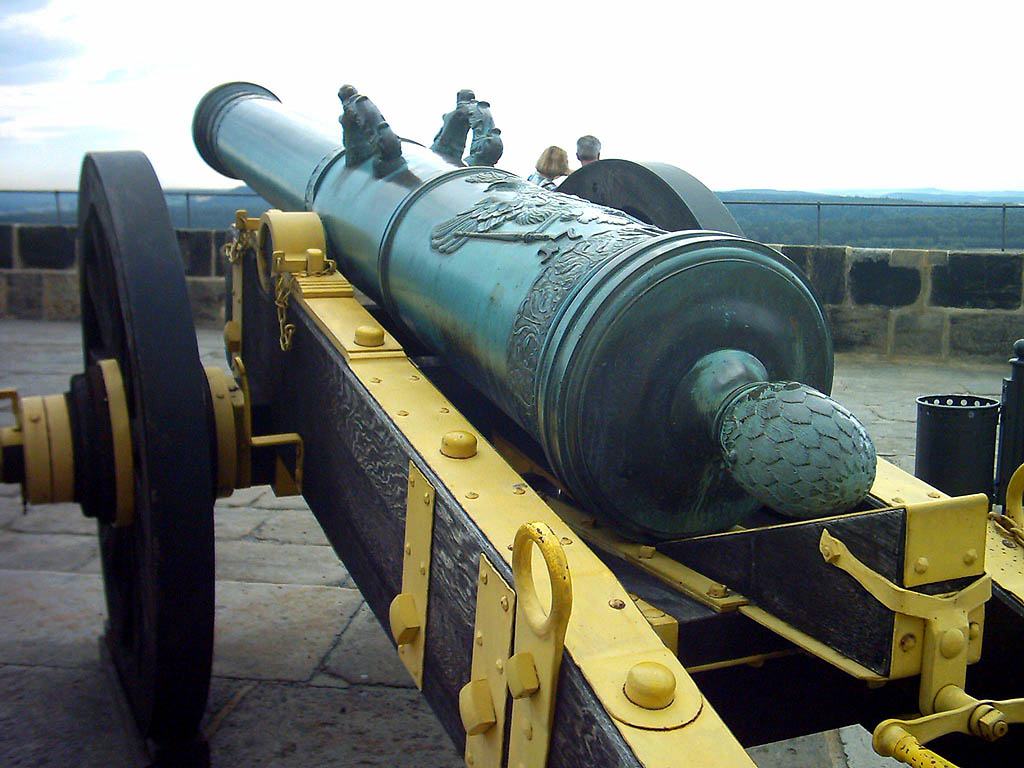

29 sierpnia 1756 wkrótce po południu wojska pruskie w 3 kolumnach niespodziewanie – bez oficjalnego wypowiedzenia wojny – przekroczyły saską granicę. Saskie dowództwo, świadome słabości swych sił, już kilka tygodni wcześniej przyjęło plan rozlokowania swych wojsk w dwóch umocnionych obozach pod Miśnią (niem. Meißen) i Pirną (ok. 20 km na południe od Drezna, a kilkanaście kilometrów od granicy z Czechami). Ponieważ Prusacy do końca stwarzali pozory jedynie przemarszu przez Saksonię do habsburskich Czech, królewski minister Brühl nakazał całość wojsk przemieścić do obozu pod Pirną. Znalazło się tam 20 tysięcy żołnierzy i około 100 dział. Tym samym Prusacy zastali większość miast pozbawionych garnizonów, które ratowały się ucieczką.
Ze względu na zaprowiantowanie żołnierzy na czas 2 tygodni, dalszy plan saski przewidywał wejście do obozu pod Pirną 2 września, a następnego dnia – podjęcie marszu przez pobliską granicę do Austrii dla połączenia się tam z siłami marszałka Maximiliana Browne. Dużą rolę odegrała jednak zwłoka w jawnym wypowiedzeniu Prusom wojny przez cesarzową Marię Teresę.

## Oblężenie

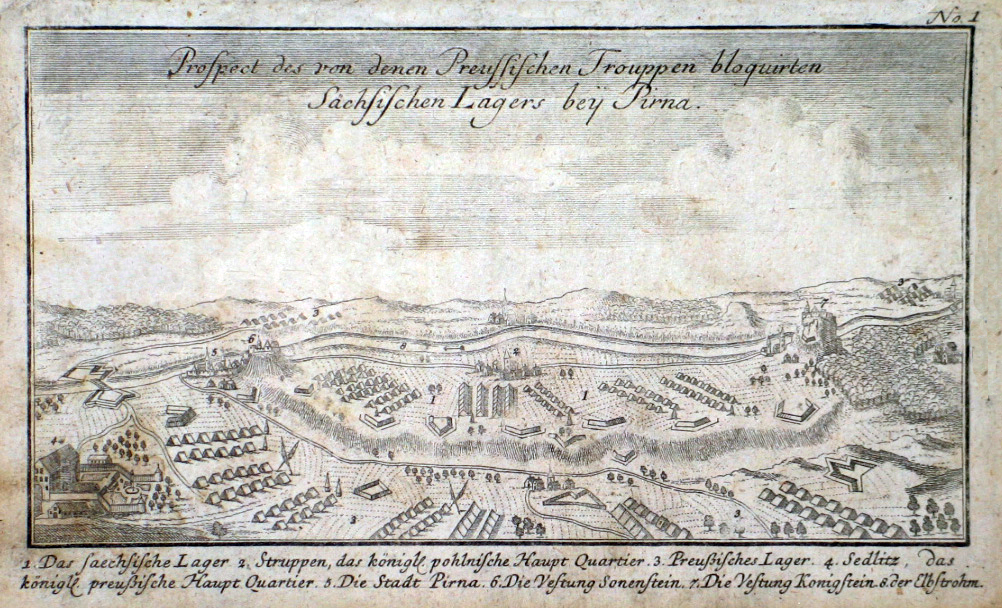
Plan sytuacyjny oblężenia wojsk saskich pod Pirną (z 1758 r.)

2 września zdecydowano o przedłużeniu pobytu w umocnionym obozie, który przylegając do Łaby, rozciągał się na lewym (zachodnim) brzegu pomiędzy twierdzami Sonnenstein i Königstein. Wśród skał i wzgórz, opasany umocnieniami polowymi i ubezpieczony na flankach fortecami, a od tyłu korytem rzeki – obóz saski stwarzał dobre warunki obronne. Centrum mieściło się w Struppen, gdzie znajdowało się dowództwo z hr. Rutowskim. Saski książę-elektor Fryderyk August II (król polski August III Sas) udał się wraz ze swym pierwszym ministrem do Königstein, podczas gdy jego rodzina pozostała w Dreźnie.
Decyzja o pozostaniu czasowo w obozie spowodowała polecenie zredukowania racji żywnościowych dla ludzi i zwierząt. Tymczasem do 10 września oddziały pruskie zamknęły pierścień okrążenia, ponadto przerzucając powyżej obozu (w górnym biegu rzeki) most pontonowy pod Heidenau. Niewielkimi oddziałami obsadzono też miejscowości Zehista i Hellendorf dla lepszego kontrolowania przełęczy Nollendorf (czes. Nakléřov) we wschodnich Rudawach i przejmowania wysyłanych do Austriaków kurierów. Główna kwatera Prusaków, w której przebywał król Fryderyk II, mieściła się w Seidlitz. Nie zamierzając ponosić strat na wstępie działań wojennych przy szturmowaniu umocnień obozu, król zdecydował się podjąć regularne oblężenie wraz z blokadą dostaw żywności dla zamkniętych wojsk saskich oczekujących odsieczy.

## Próba przełamania
Nowy plan sojuszników (przyjęty po bitwie pod Lowosicami 1 października) przewidywał, że lotny korpus austriacki pojawi się nad Łabą i wraz z przeprawionymi na drugi brzeg Sasami, uderzy w rejonie Königstein na słabe w tej okolicy siły pruskiej blokady. Aż do 11 października Sasi pozostawali w swym umocnionym obozie; dochodziło jedynie do nieszkodliwych utarczek w wysuniętych posterunkach (forpocztach). Tymczasem Austriacy podeszli do Mittelndorf, gdzie oczekiwali wypadu Sasów wyznaczonego na 12 października. Termin ten przesuwano kilkakrotnie ze względu na utrudnienia w transporcie pontonów do budowy mostu (wiadomo, iż poważną przeszkodą były silne opady deszczu 11-13 października). Pontony można było jedynie z trudem przemieścić przy pomocy wycieńczonych koni i ludzi, i ostatecznie dostarczyć pod Thürmsdorf, gdzie przerzucono most.
Rankiem 12 października Sasi w dwóch kolumnach rozpoczęli wymarsz w kierunku mostu. Celem było przełamanie pruskich pozycji na płaskowyżu pod górą Lilienstein, oddalenie się od następujących spod Pirny Prusaków i oczekiwanie na połączenie z Austriakami Browne’a. Ruch wojsk został jednak po paru godzinach dostrzeżony przez pruskie patrole i do ich pościgu skierowano 12 batalionów piechoty. Sprawny odmarsz znacznie utrudniał Sasom rozmokły grunt, dodatkowo rozorany ciągniętymi przez żołnierzy działami, z których część trzeba było porzucić. Do wczesnych godzin porannych udało się przerzucić za Łabę jedynie 200 grenadierów z 9 lekkimi działami; mogli oni odpierać ataki pomniejszych oddziałów pruskich.
13 października z rana przerzucono jeszcze 7 batalionów grenadierów, lecz tymczasem i pozycje Prusaków zostały wzmocnione 12 batalionami piechoty. Wieczorem doszło do ostatecznego zarwania się mostu. Do tego czasu Łabę udało się przekroczyć jeszcze 2 kompaniom piechoty, 4 brygadom kawalerii i dalszym 2 brygadom piechoty armii saskiej. Reszta wojska pozostała na lewym brzegu rzeki.

## Kapitulacja wojsk saskich

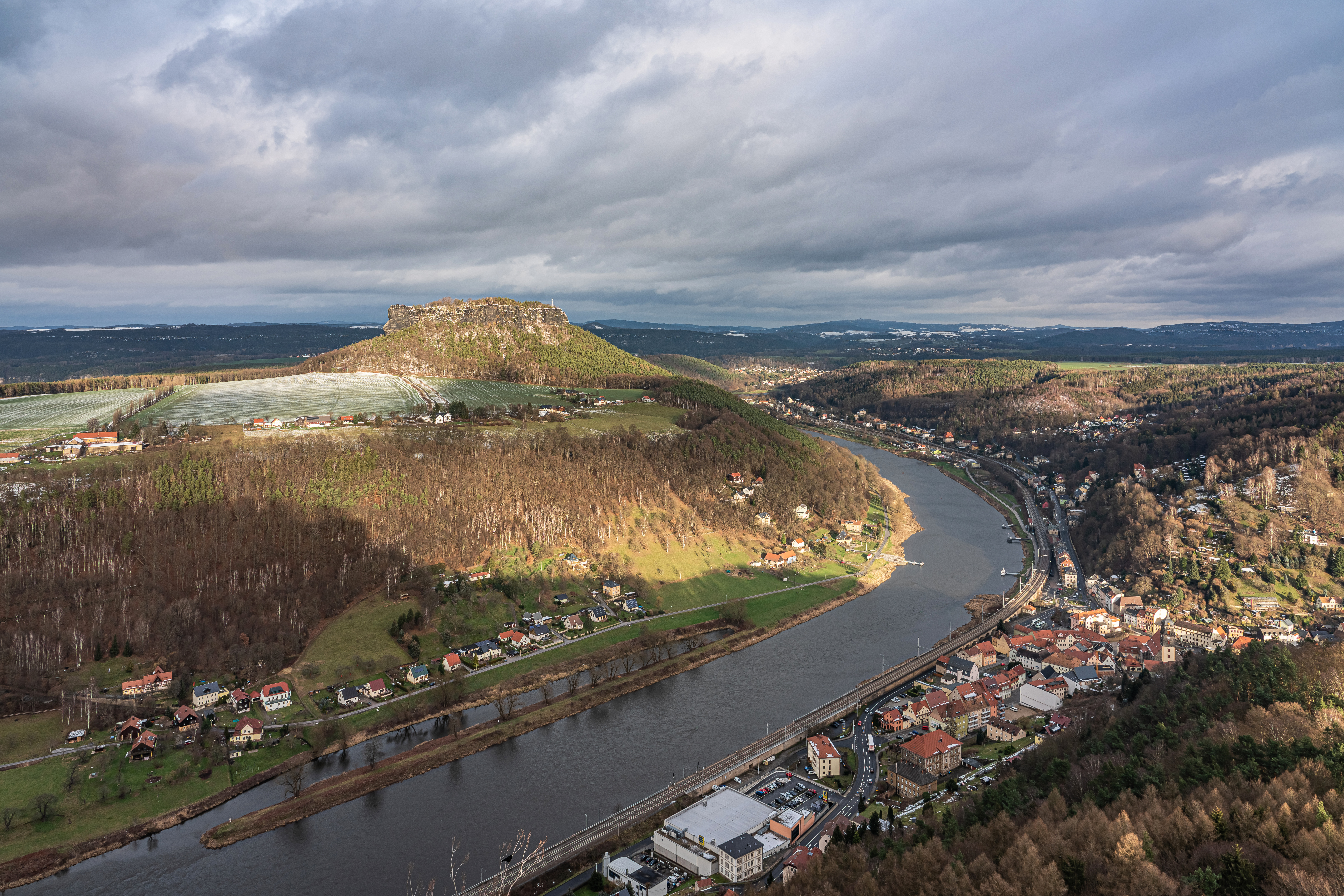
Widok z Königstein na zakole Łaby z Pirną (z prawej) i (po lewej) płaskowyżem Lilienstein – miejscem kapitulacji

Do kapitulacji otoczonych przez siły pruskie Sasów doszło na rozległym płaskowyżu pod Lilienstein. Fryderyk August II zezwolił Rutowskiemu na poddanie swych wojsk 16 października pod warunkiem, iż „broń nie zostanie skierowana przeciw nam i naszym przyjaciołom”. W następnych dniach jednak doszło do bezprzykładnego pogwałcenia reguł wojennych: traktując Sasów jako wrogów, król pruski nakazał wcielenie siłą kilkunastu tysięcy wziętych do niewoli żołnierzy w szeregi własnej armii, by wykorzystać ich w dalszej kampanii. „Był to gwałt prawa wojennego na taką skalę dotąd w Europie wieku osiemnastego nie spotykany i dokonany (...) w początkach wojny siedmioletniej i w dobie sukcesów oręża pruskiego. (...) Od czasów wojny trzydziestoletniej nie widziano w Niemczech przykładów takiej bezwzględności, realizowanej w kraju niemieckim przez władcę innego kraju niemieckiego”.
Akt ten, który w oczach ówczesnej Europy moralnie i politycznie skompromitował pruskiego zwycięzcę, nie przyczynił się jednak do jego militarnego powodzenia. Spośród 658 wziętych w niewolę oficerów tylko 51 wyraziło gotowość służby dla Prusaków. Szeregowym żołnierzom i kadrze podoficerskiej nie dano wyboru: otoczeni wrogimi oddziałami, zmuszeni byli złożyć przysięgę na wierność pruskiemu monarsze, tych zaś, którzy odmawiali, traktowano brutalnie i odmawiano im pożywienia. Przyjmuje się, że do służby przymuszono (przynajmniej okresowo) 14 000 jeńców. Większość z tych jednostek rozwiązano jednak już w 1757, Sasi dezerterowali bowiem masowo, a nawet tworzyli nowe pułki, narażając się tym samym na surowe kary ze strony Prusaków.

## Podsumowanie
Po kapitulacji Sasów (i stoczonej tymczasem przez Browne’a bitwie pod Lovosicami) kampania 1756 roku zamarła. Klęska ta oznaczała dla Saksonii niemal sześcioletnie zniewolenie przez wroga. Strategicznie opór stawiony pod Pirną nie był jednak daremny, gdyż pozwolił Austriakom zyskać niezbędny czas na przeprowadzenie mobilizacji wojsk. Z operacyjnego punktu widzenia obrona obozu pod Pirną wprawdzie oszczędziła Prusakom strat, lecz na długi czas skrępowała swobodę ruchów głównych sił pruskich, a sam król miał z niechęcią stwierdzić: „Sasi zepsuli mi całą kampanię”.